# Янакоча
Янакоча (англ. Yanacocha) — золоторудне поле в Перу, одне з найбільших у світі (друге після об'єкта Ліхір у Папуа Новій Гвінеї), і однойменний найбільший в Латинській Америці гірничо-збагачувальний комбінат. Знаходиться в межах Західної Кордильєри Північного Перу за 600 км на північ від Ліми і за 23-30 км північніше провінційного центру Кахамарка.

## Історія
Перший поклад золота на золоторудному полі — Карачуго (Carachugo) — відкрито на початку ХХ ст. У 1980-х рр. французька геологічна служба BRGM виявила на площі рудного поля невеликі ресурси срібла. А в 1988 р. компанії Newmont Mining Corp. і Cia de Minas de Buenaventura S.A. відкрили біля Карачуго родовище Янакоча.

## Характеристика
Площа рудного поля 10 х 4 км. Висотні відмітки в районі діючих кар'єрів коливаються від 3400 до 4260 м, що створює додаткові труднощі при видобутку і транспортуванні руди та обладнання. Родовища рудного поля експлуатуються спільним підприємством Cia Minera Yanacocha S.A., основними учасниками якого є компанії Newmont Mining Corp. з США і перуанська Cia de Minas Buenaventura S.A. Руди золото-срібно-порфірові, епітермального типу. Локалізуються в міоценовому комплексі вулканічних порід андезит-дацитової формації, які утворюють вулкано-купольну споруду площею 19 х 7 км.
Початкові запаси рудного поля на 1988 р — 40 т золота. У 1990–1993 рр. на родовищі побудовано ГЗК. У 1996 р. став до ладу кар'єр на родовищі Хосе (San Jose). Підтверджені запаси золота на родовищах рудного поля на середину 2001 р. становили 1150 т золота. Середній вміст золота в рудах −1.03 г/т. Рудне поле Янакоча займає за запасами золота 2-е місце у світі (після родовища Ліхір в Папуа Новій Гвінеї).
Структура рудного поля Янакоча — це система блоків-пластин, що являють собою горст з обрамовуючими його ґрабенами; всі вони видовжені в півн.-східному напрямі і простежуються більш ніж на 10 км при ширині до 2 км. Крайній південно-східний розлом носить назву скиду Карбон, на північному заході проходить скид Тападо; між цими порушеннями знаходиться скид Кінуа. Блок-пластина змінених андезито-дацитів, укладена між розломами Кінуа і Тападо, утворює горст. Південно-східніше розташований багатоступінчастий ґрабен; рівень його, обмежений розломами Кінуа і Карбон, опущений відносно горсту на 240–280 м; далі на півд.-схід розміщується ще один його рівень. На півн.захід від серединного горсту також знаходиться блок-ґрабен, опущений по розлому Тападо на 180 м.
Поклади золото-срібних руд дислокуються в сконцентровані в тілах експлозивних брекчій, приурочених до вузлів перетину крутоспадних розломів, а також контактуючих з ними шаруватих туфів. Всі поклади первинних руд крутоспадні, складені переважно вкрапленими рудами (за винятком Кінуа).
Верхні частини покладів окиснені; тут зустрічаються кварц, лімоніт, ґетит, ковелін, дигеніт, скородит, сріблоносний ярозит і інші гіпергенні мінерали. Видимого золота в окиснених рудах не виявлено; мікроскопічні золотини в зоні гіпергенезу звичайно укладені в лімоніті. Первинні руди являють собою окварцовані, іноді алунітизовані експлозивні брекчії і туфи андезито-дацитів, цемент яких пронизаний вкрапленістю сульфідів і порівняно рідкими сульфідно-карбонатно-кварцовими прожилками. Серед сульфідів переважають пірит, енаргіт (місцями сріблоносний) і халькопірит, зустрічаються підлеглі ґаленіт і сфалерит, а також мінерали срібла. Золото укладене в сульфідах. Пластовий поклад Кінуа являє собою морений розсип.
Західніше Кінуа недавно виявлений сліпий поклад Корімайо (Corimayo). Передбачають, що ресурси золота в ньому можуть виявитися порівняними із запасами рудного поля Янакоча.

## Технологія розробки
Станом на 2002 р експлуатуються чотири родовища рудного поля Янакоча: Карачуго, Янакоча, Хосе і Макі-Макі (Maqui-Maqui).
Руди відпрацьовуються кар'єрами.
Видобуток золота на ГЗК Янакоча безперервно росте, особливо швидкими темпами — з 1995 р.: в 1995 р. — 19.7 т, 1996 — 28.4 т, 1997 — 32.65 т, 1998 — 41.7 т, 1999 — 51.5 т, 2000 — 56 т, 2002 — бл. 68.5 т. Переробка руд на підприємстві проводиться найбільш дешевим методом — купчастим вилуговуванням. При цьому вилучають 65-69% металу. Кінцевий продукт — злитки первинного золота (у сплаві Доре). Усього за 1993–2000 рр. на рудному полі Янакоча видобуто 252 т золота. Планується добування срібла, яке погано вилучається (близько 30%). Співвідношення золота до срібла 1 : 2.